# 1674 a tudományban
Az 1674. év a tudományban és a technikában.

## Születések
- Jethro Tull, a vetőgép és a lóvontatású kapa feltalálója, a tudományos szemléletű mezőgazdaság angol úttörője az ipari forradalmat megelőző időszakban († 1741)

## Halálozások
- Bernard Frénicle de Bessy francia matematikus (születési éve ismeretlen)